# 大谷祐貴
大谷 祐貴（おおたに ゆうき、7月11日 - ）は、日本の男性声優。東京都出身。マウスプロモーション所属。旧芸名は花村ゆうき。

## 略歴
好きな事を仕事にしたかったことから声優を目指した。
2016年、マウスプロモーション附属俳優養成所入所。2018年よりマウスプロモーション所属。

## 人物
趣味は釣り、料理、サッカー、カラオケ。釣りの師匠は父である。特技はパソコン操作。
事務所の同期に胡麻鶴彩、星野佑典がいる。

## 出演
太字はメインキャラクター。

### テレビアニメ
2017年
- アイカツスターズ!（配達員）

2018年
- 魔法少女サイト（組員C）
- ISLAND
- 中間管理録トネガワ（野球少年）

2020年
- かぐや様は告らせたい?〜天才たちの恋愛頭脳戦〜（団員）
- 巨神と氷華の城（志郎）

2021年
- はたらく細胞!!（一般細胞2）
- 東京リベンジャーズ（彼氏）
- Fairy蘭丸〜あなたの心お助けします〜（ホスト）

2022年
- 3秒後、野獣。〜合コンで隅にいた彼は肉食でした（佐々木享介、サークル男子A）
- デリシャスパーティ♡プリキュア（生徒、青山のりお）
- ブルーロック（チームY1番）
- VAZZROCK THE ANIMATION（悪童A）
- レベル1だけどユニークスキルで最強です（後輩社員）

2024年
- 火狩りの王（少年工）
- 終末トレインどこへいく?（ヒグラシとアブラゼミとその他のクォーター）
- 恋は双子で割り切れない（中学校顧問）
- ネガポジアングラー（大学の友人、学生）

2025年
- その着せ替え人形は恋をする Season 2（あまねの同級生）

### 劇場アニメ
- 劇場版ブルーロック -EPISODE 凪-（2024年）

### Webアニメ
- マウスどうぶつえん（2018年 - 、ロップイヤーのゆうき）
- マウスどうぶつえん名作劇場（2020年、ロップイヤーのゆうき）

### ゲーム
2014年
- 幸の天秤（カップル、店員）

2016年
- 罪喰い〜千の呪い、千の祈り〜（明来）

2019年
- ダークリベリオン（トール）
- SPEED WITCH BATTLE 白の魔女と五つの希望（雷獣役者 ダンクロウ、天才宗教画家 パートー）
- ゴッタマゼイヤー（ファニーフェイス・ジェイ、エージェント・ダーシュ）

2020年
- ラストピリオド -終わりなき螺旋の物語-（ウィージャ）
- ドラゴンクエストX 目覚めし五つの種族 オンライン（2020年 - 2021年、シャシブ、プレッソ、セリク）
- フードファンタジー（抹茶）
- ステラクロニクル（アルファード）
- 刀剣乱舞-ONLINE-（太閤左文字）

2021年
- 鬼滅の刃 ヒノカミ血風譚

2024年
- メタファー：リファンタジオ
- カルドアンシェル（一ノ瀬マヒル）

2025年
- Honor of Kings（アレン）

### ドラマCD
- 越えざるは紅い花 SS集（2014年、ノールの兵士）
- Prayer（2015年、ルークス・フォディーナ、拓也[32]）
- 蒼き雷霆ガンヴォルト 怠惰なる王国/Ⅲ（2016年、男、敵）
- Troublesome Cupid（2016年、光輝[33]）
- MAUSU THEATER（2018年 - 2024年）
  - Vol.031、Vol.036（マウスおとぎばなし）
  - Vol.035 - Vol.040（俺×5限界凸破）
  - Vol.044（トラブルトラベリン）
  - Vol.047 - Vol.049（スナック昴）
  - Vol.054、Vol.056、Vol.059（私は断じて負けヒロインなんかじゃない。）
  - Vol.066（ジェットコースター五郎の冒険！）
  - Vol.072 - Vol.077（Perfume）
  - Vol.086（支配人）

### BLCD
- 俺と上司のかくしごと（2017年、客）
- 理解できない彼との事（2017年）
- いつかの恋と夏の果て（2017年、クラスメイト）
- カッコウの夢（2018年、高校時代の上級生達[34]）
- 好物はこっそりかくして腹のなか（2018年、オン友、マメちゃん、滝浪正親[35]）
- カスタマスカレード！（スタッフE、男子生徒）
- YOUNG GOOD BOYFRIEND（2019年[36]）
- 男子高校生、はじめての 3rd after Disc ～Dear～（2019年、芦屋祐希[37]）
- 愛は金なり（2019年[38]）

### ボイスドラマ
- NOISE―voice of snow―（部下）
- Prayer（2015年、拓也）
- 私の英雄に祝福を‼︎（2018年、ドルオタA）
- 君の名を知る（2021年、ルークス・フォディーナ）
- 怪奇!!憑いてる男子～真賀ノ森高校オカルト探求会～ 1～5（2021年 - 2022年、真朱寿々彦）
- 7日間、おやすみ前にひとりじめシリーズ（2021年、守瀬幸、西家達）

### デジタルコミック
- ゲキカワ・デビル（2019年、カイ[39]）
- 片想いミステイク！（2019年、加賀美閑也[40]）
- 僕だけのα（2022年、佐伯、男子生徒C）[41]
- ギャルのまとまと（2022年、深瀬[42]）
- オメガのおれの嘘つきくすり指（2023年、池谷、式場の客2）[43]
- Prince Of Caster（2024年、東堂晴生[44][45]）
- 初恋に鈴をつけて（2024年、堂坂真純[46]）
- 友達以上のダーリン（2024年、結城司[47]）
- 隠した恋の終わりまで（2024年、佐久間雪斗[48]）

### 吹き替え
- ホーム・チーム（英語版）（2022年）

### テレビ番組
※はインターネット配信。
- 大谷祐貴の隠れ家（2021年 - 2022年、※ニコニコチャンネル「新人研修バラエティ ココミテ！」[49][50]）

### 舞台
- 朗読「君の名を知る」（2014年、ルークス・フォディーナ[51]）

## ディスコグラフィ

### キャラクターソング
| 発売日        | 商品名         | 歌                                                                                             | 楽曲               | 備考                                                            |
| ------------- | -------------- | ---------------------------------------------------------------------------------------------- | ------------------ | --------------------------------------------------------------- |
| 2020年5月15日 | Let's connect! | 大澄暁空(佐藤 元)、綾地 奏(大塚剛央)、刻田悠士(大谷祐貴)、波柴雅樹(八代 拓)、出雲幸咲(村瀬 歩) | 「Let's connect!」 | ゲーム『マルチポイント×コネクション～稜風学園購買部～』テーマ曲 |

### レコーディング参加
- 「モイモイサウナ♪」（コーラス）
- 「ウィシュハピ〜I wish you happiness.〜」（コーラス[52]）